# Raczki (gemeente)
De gemeente Raczki is een landgemeente in het Poolse woiwodschap Podlachië, in powiat Suwalski.
De zetel van de gemeente is in Raczki.
Op 30 juni 2004 telde de gemeente 6206 inwoners.

## Oppervlakte gegevens
In 2002 bedroeg de totale oppervlakte van gemeente Raczki 142,25 km², waarvan:
- agrarisch gebied: 73%
- bossen: 19%

De gemeente beslaat 10,88% van de totale oppervlakte van de powiat.

## Demografie
Stand op 30 juni 2004:
| Omschrijving                   | Totaal | Totaal | Vrouwen | Vrouwen | Mannen | Mannen |
| ------------------------------ | ------ | ------ | ------- | ------- | ------ | ------ |
| eenheid                        | aantal | %      | aantal  | %       | aantal | %      |
| inwoners                       | 6206   | 100    | 3042    | 49      | 3164   | 51     |
| bevolkingsdichtheid (inw./km²) | 43,6   | 43,6   | 21,4    | 21,4    | 22,2   | 22,2   |

In 2002 bedroeg het gemiddelde inkomen per inwoner 1293,23 zł.

## Plaatsen
Bakaniuk, Bolesty, Chodźki, Dowspuda, Franciszkowo, Jankielówka, Jaśki, Józefowo, Koniecbór, Korytki, Krukówek, Kurianki Drugie, Kurianki Pierwsze, Lipowo, Lipówka, Ludwinowo, Małe Raczki, Moczydły, Planta, Podwysokie, Rabalina, Raczki, Rudniki, Sidory, Słoboda, Stoki, Sucha Wieś, Szczodruchy, Szkocja, Wasilówka, Wierciochy, Witówka, Wronowo, Wysokie, Ziółkowo, Żubrynek.

## Aangrenzende gemeenten
Augustów, Bakałarzewo, Kalinowo, Nowinka, Suwałki, Wieliczki